# Махтали
Махтали́ (каз. Мақталы) — село у складі Тюлькубаського району Туркестанської області Казахстану. Входить до складу Ариського сільського округу.
Населення — 1191 особа (2021; 1300 у 2009, 1167 у 1999, 1089 у 1989).